# Bitwa pod Karandaszami
Bitwa pod Karandaszami – część wielkiej bitwy nad Berezyną.  Walki pododdziałów polskiego 29 pułku piechoty i 7 pułku ułanów z sowiecką 164 Brygadą Strzelców w czasie majowej ofensywy wojsk Michaiła Tuchaczewskiego w okresie wojny polsko-bolszewickiej.

## Sytuacja ogólna
14 maja 1920 wojska Frontu Zachodniego Michaiła Tuchaczewskiego przeszły do ofensywy. 
15 Armia Korka i Grupa Północna Siergiejewa uderzyły na pozycje oddziałów 8 Dywizji Piechoty i 1 Dywizji Litewsko-Białoruskiej w ogólnym kierunku na Głębokie. 
16 Armia Sołłohuba wykonała uderzenie pomocnicze w kierunku Mińska.
W rejonie Lepla i Uszacza oddziały 1 Dywizji L-B i 13 pułku piechoty z 8 Dywizji Piechoty nie wytrzymały uderzenia  4., 11., 56. i 5. Dywizji Strzelców i rozpoczęły odwrót.
Następnego dnia bez powodzenia kontratakowała odwodowa 3 Dywizja Piechoty Legionów. Stanowisk wzdłuż linii jezior Dzwony – Pyszno – Osieczyszcze nie udało się utrzymać.
Na styku 8 DP i 1 DLB wytworzyła się luka otwierająca przeciwnikowi kierunek na Mołodeczno.
Wobec tego zagrożenia 1 Armia otrzymała z Odwodu Naczelnego Wodza, zgrupowaną w rejonie Mołodeczna, 17 Wielkopolską Dywizje Piechoty.
W dniach od 16 do 18 maja oddziały polskie broniły się nad górną Berezyną i odpierały bolszewickie ataki. 
Jednak  5 Dywizji Strzelców udało się sforsować rzekę pod Mościszczem, odrzucić broniącą się tam II Brygadę Litewsko-Białoruską i opanować Lipsk.
W tym czasie 15 Armia Korka wykonywała główne uderzenie wzdłuż linii kolejowej na Mołodeczno. Jej zasadnicze zgrupowanie osłaniała od południa 53 Dywizja Strzelców, a od północy Grupa Północna.
21 maja 1 Armia została wzmocniona ściągniętą z rejonu Wilna 10 Dywizją Piechoty. Dywizja ta obsadziła linie obronną  między Szarkowszczyzną a Kozianami. Umożliwiło to wycofującym się 8 DP i 1 DLB oderwanie się od przeciwnika i zreorganizowanie oddziałów. 
23 maja rozpoczął się ogólny odwrót wojsk polskich na linię Dryssa – Przedbrodzie – Duniłowicze – Budsław – rzeka Serwecz – Milcza – rzeka Omniszewka. 
Tutaj jednak także nie zdołano zorganizować trwałej obrony.
Naczelne Dowództwo Wojska Polskiego postanowiło zażegnać niebezpieczeństwo nad Berezyną w sposób zaczepny. Bezpośrednie dowodzenie przejął Naczelny Wódz.
W rejonie Święcian koncentrowała się nowo sformowana Armia Rezerwowa gen. Kazimierza Sosnkowskiego. 

## Sytuacja szczegółowa
1 Brygada Jazdy w składzie 7., 11 pułk ułanów, dywizjon 18 pułku ułanów i 1 dywizjon artylerii konnej otrzymała zadanie zamknięcia przesmyku między Dźwiną a jeziorem Jelnia pod Dryhuczami. Rozpoznanie ustaliło, że przeciwnik koncentracji pododdziały 164 Brygady Strzelców  w rejonie Karandasze – Kruki Stare – Kowalewszczyzna i przygotowuje się do uderzenia na Miory. 
Dowódca 1 Brygady Jazdy płk Belina-Prażmowski, postanowił uprzedzić natarcie nieprzyjaciela, zorganizować wypad i rozbić zgrupowanie uderzeniowe 164 Brygady.

## Działania grupy wypadowej
28 maja grupa wypadowa w składzie 7 pułk ułanów z 1 baterią 1 dak oraz III/29 pułku piechoty wyruszyła do działania.
Batalion wyruszył z Bosin dwiema kolumnami: dwie kompanie skierowały się na Karandasze, a jedna kompania na Kruki Stare. Stacjonujący w Swierdłach 7 pułk ułanów pomaszerował na Królewszczyznę – Karandasze. 
Batalion 29 pułku piechoty po ciężkich walkach opanował Karandasze. Zdobyto także Kruki Stare. W tym momencie batalion przerwał natarcie i z rozkazu dowódcy 10 Dywizji Piechoty odszedł w kierunku południowo – zachodnim. 
W tym czasie 7 pułk ułanów zdobył Kowalewszczyznę, ale wycofująca się piechota 164 Brygady Strzelców stawiła zacięty opór i pułk nie mógł przejść do pościgu. Ułani wycofali się do opuszczonych już przez polską piechotę Kruków Starych. 

## Bilans walk
Brak współdziałania pomiędzy piechotą i kawalerią spowodował, że mimo wygranych walk nie doprowadzono do rozbicia koncentrujących się oddziałów sowieckich, a jedynie odrzucono przeciwnika w kierunku Dryhucz.
Polacy stracili w walce około 50 poległych i rannych.